# Església de Sant Bartomeu (Montuïri)
L'església de Sant Bartomeu és la parròquia de la vila de Montuïri (Mallorca).

## Història
La primera església documentada a Montuïri és Santa Maria de Montuïri en una butlla d'Innocenci IV (1248) esmentada juntament a Sant Pere de Castellitx. S'ha especulat molt sobre la ubicació i es perfilen dues possibilitats. La primera situaria la primitiva església del segle xiii al barri del Molinar, al costat de can Millordies. La segona hipòtesi defensa que el temple mai s'ha mogut de lloc i sempre ha estat situat al centre del poble. L'església actual està documentada des del segle xiv sota el patronatge de Sant Bartomeu. La coberta va ser reformada el 1515 i el campanar el 1552. A les darreries del segle xvi l'edifici patí una ampliació i la coberta i la volta del presbiteri es reformaren entre 1750 i 1773. L'escalonada que dona a la plaça Major, anomenada els Graons, va ser construïda el 1813. A la dècada del 1950 es dugué a terme una nova reforma que pogué recuperar alguns elements gòtics amagats sota d'altres barrocs, però destruí el trespol original amb sepultures.

## Exterior

### Façanes i portals
La façana està envoltada d'una carrera empedrada que es troba elevada respecte al carrer i que s'hi accedeix a través de tres escalinates amb dotze esglaons. Són els anomenats graons (o gravons, en pronúncia local). La façana del portal de les dones (al peus de la nau principal) és molt senzilla. El portal és de llinda amb frontó barroc que alberga un nínxol amb una imatge d'una santa. Tot es torba protegit amb un trencaaigües de teules i amb una rosassa a sobre. El portal dels homes (lateral a la nau principal) presenta brancals amb volutes, coronat amb un frontó amb l'escut de Montuïri i amb la data 1643. A la façana trobam un rellotge modern.

### Campanar
A l'esquerra de la façana s'hi troba el campanar. Presenta una secció quadrada amb cinc cossos i coronat amb un cinquè amb arcs ogivals pels costats. Un arc escarser que surt de l'esquerra de la torre condueix al carreró del Campanar que baixa en una escala.

## Interior

### Arquitectura
L'interior del temple consta d'una nau dividida en sis trams coberta amb una volta de canó i amb llunetes a la part superior. La decoració de la volta són sis medallons pictòrics, un per cada tram, on també apareixen les dates de la construcció de la coberta. Les llunetes disposen d'un ull de bou a cada tram amb vitralls datats al segle xx que representen diversos sants. Als laterals s'hi troben sis capelles per costat amb entrada d'arc ogival. El presbiteri té una coberta absidal avenerada. Al peu de la nau s'ho troba una tribuna sostinguda per un arc rebaixat que deixa pas a una volta de creueria amb una clau de volta central amb una imatge de l'escut del poble. A sobre presenta un orgue del segle xvii i algunes teles de profetes pintades per Jaume Martorell el 1775.

### Retaules
El retaule major és obra de Jaume Sastre Tamorer datat el 1789. L'estructura que presenta és de tres carrers i dos pisos.

## Celebracions i festivitats
L'església parroquial és el principal centre de culte catòlic de la vila i terme de Montuïri.
Per Nadal s'hi celebren les Matines amb el Cant de la Sibil·la, el Cant de l'Àngel i la Sermó de la Calenda.
El diumenge després de la festa de Sant Antoni Abat (17 de gener) té lloc l'ofici en honor del sant patró dels animals i després es porten a terme les beneïdes a l'avinguda del Dau.
Durant la Setmana Santa es porten a terme les funcions corresponents del Diumenge de Rams, Dijous Sant, Divendres Sant, Dissabte Sant i el Dia de Pasqua. La parròquia és general el lloc de començament i fi de les processons com també ocorre el Dia de Corpus
El dia de Mare de Déu de l'Assumpció (15 d'agost), titular del temple, se'n celebra la festivitat. El 2011 es va recuperar el Llit de la Mare de Déu i els Cossiers de Montuïri hi ballen davant la dansa Gentil Senyora.
El 23 d'agost, el dissabte del patró del poble, sant Bartomeu apòstol, se celebren les completes en honor del sant després que els Cossiers hagin acompanyat els capellans de la Rectoria fins a l'església dansant els Mocadors. El dia del patró (24 d'agost) els cossiers tornen a acompanyar el clergat i les autoritats fins al temple per a celebrar l'ofici solemne. Durant la missa els cossiers dansen l'Oferta davant la figura del sant.